# 鹿川町
鹿川町（かのかわちょう）は、広島県佐伯郡にあった町。現在の江田島市能美町鹿川にあたる。

## 地理
- 海洋：広島湾[2]
- 島嶼：西能美島[2]

## 歴史
- 1889年（明治22年）4月1日、町村制の施行により、佐伯郡鹿川村が単独で村制施行し、鹿川村が発足[1][2]。大字は編成せず[2]。
- 明治30年（1897年）代、用水不足により三化メイチュウのため大きな農作物被害が生じた[2]。
- 1951年（昭和26年）1月1日、町制施行し鹿川町となる[1][2]。
- 1955年（昭和30年）4月1日、佐伯郡高田村、中村と合併し能美町 を新設して廃止された[1][2]。合併後、能美町大字鹿川町となる[2]。

### 地名の由来
古くは鹿川村と表記し、かつて鹿が群生したことによる。

## 産業
- 農業、漁業[2]

## 交通

### 港湾
- 鹿川港[2]